# Vasikkaluoto (halvö)
Vasikkaluoto är en halvö i Finland. Den ligger i Gustavs i landskapet Egentliga Finland, i den sydvästra delen av landet, 200 km väster om huvudstaden Helsingfors.